# Sherrybaby
 (juin 2011).
Si vous disposez d'ouvrages ou d'articles de référence ou si vous connaissez des sites web de qualité traitant du thème abordé ici, merci de compléter l'article en donnant les références utiles à sa vérifiabilité et en les liant à la section « Notes et références ».
Pour plus de détails, voir Fiche technique et Distribution.
Sherrybaby est un film dramatique américain réalisé par Laurie Collyer, sorti le 25 janvier 2006 aux États-Unis et le 7 septembre 2006 en France.

## Fiche technique
- Titre : Sherrybaby
- Réalisation : Laurie Collyer
- Scénario : Laurie Collyer
- Musique : Jack Livesey
- Photographie : Russell Lee Fine
- Montage : Curtiss Clayton et Joe Landauer
- Production : Lemore Syvan et Marc Turtletaub
- Société de production : Big Beach Films, Elevation Filmworks et Red Envelope Entertainment
- Société de distribution : Zootrope Films (France) et IFC Films (États-Unis)
- Pays :  États-Unis
- Genre : Drame
- Durée : 96 minutes
- Dates de sortie : 
  -  États-Unis : 8 septembre 2006
  -  France : 24 juin 2009

## Distribution
- Maggie Gyllenhaal : Sherry Swanson
- Brad William Henke : Bobby Swanson
- Sam Bottoms : Bob Swanson, Sr.
- Danny Trejo : Dean
- Ryan Simpkins : Alexis Swanson
- Giancarlo Esposito : l'inspecteur Hernandez
- Rio Hackford : Andy Kelly
- Helen Coxe : la mère abusive
- Bridget Barkan : Lynette Swanson
- Kate Burton : Marcia

## Récompenses et distinctions
- Festival du cinéma américain de Deauville 2006 : Prix du scénario, Prix de la révélation Cartier
- Festival du film de Sundance
- Grand prix au Festival international du film de Stockholm de 2006
- Golden Globes 2007 : nommé Golden Globe de la meilleure actrice dans un film dramatique